# Islas Chafarinas

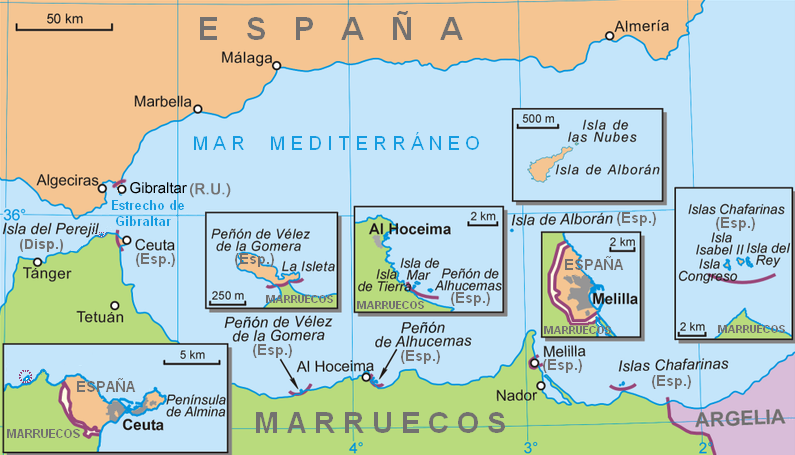
Plazas de soberanía. Đảo Islas Chafarinas nằm bên phải.

Islas Chafarinas là một quần đảo thuộc Tây Ban Nha. Một nhóm gồm ba hòn đảo nhỏ nằm ở biển Địa Trung Hải ngoài khơi bờ biển Morocco với tổng diện tích 0,525 km ², nằm cách 45 km về phía đông của Melilla và cách 3,3 km ngoài khơi thị trấn Ra'su l-Ma của Maroc. Islas Chafarinas là một trong lãnh thổ thuộc quyền quản lý của Tây Ban Nha tại Bắc Phi, nằm ngoài khơi bờ biển Maroc còn được biết đến là Plazas de soberanía.
Islas Chafarinas gồm ba hòn đảo (với diện tích tính theo hecta):
- Isla del Congreso 25,6 ha
- Isla Isabel II 15,3 ha (với các đơn vị đồn trú)
- Isla del Rey 11,6 ha